# Mococa
Mococa é um município brasileiro do estado de São Paulo. Faz parte da Região Metropolitana de Ribeirão Preto (RMRP), sendo uma das subsedes metropolitanas. Sua população, segundo o Censo demográfico do Brasil de 2022, é de 67.681 habitantes. O município é formado pela sede e pelos distritos de Igaraí e São Benedito das Areias.

## Toponímia
A origem do nome da cidade tem três versões:
- A primeira e menos aceita é a de que Mococa vem da língua tupi e significa "casa de mocó", a partir da junção dos termos mokó ("Mocó") e oka ("casa", as ocas indigenas).[9]
- A segunda e mais contada vem do historiador Humberto de Queiroz. Segundo ele, o Capitão-mór Custódio José Dias passou pela região, em 1844, para caçar. Ao avistar o povoado, disse aos que o acompanhavam: "Olhem para essas mocoquinhas". Indagado sobre o significado do termo, Custódio explicou que em Ibituruna, onde nasceu, havia um bairro chamado "Mocócas" ou "Mocóquinhas", e que o termo significava pequenas casas ou pequenas ócas. Na realidade, porém, o termo em tupi significaria algo como "casa de mocós". Segundo o linguista Eduardo de Almeida Navarro, especialista em tupi antigo, a confusão surgiu quando uma obra de Theodoro Sampaio apontava que Mococa viria de Mô-coga, significando fazer roça, roçado ou plantação[10].
- A terceira e mais verossímil das versões é a contada pelo Comendador José Fernandes, que morou por 70 anos na vizinha Caconde: dizia ele que o Ribeirão do Meio, que cortava a cidade, era rico em peixes da espécie Synbranchus marmoratus, também chamados Moçum. A alta quantidade teria feito daquele lugar conhecido por ser o lugar onde habitava (óca do peixe moçum, ou moçum-ocó)[11]. O poeta Maranhense Manoel da Cruz Evangelista reforça a versão em seu verso "Um dilá, chegou no Amapá,  foi pegar muçum na mocooca"[12]. Outra evidência é a presença do nome em regiões aquíferas, como a praia da Mococa, nome herdado do Rio Mocóca[13], bem como o vilarejo de Mocooca, no Pará,  um dos mais representativos na pesca na região do Maracanã[14].

## História

### Fundação

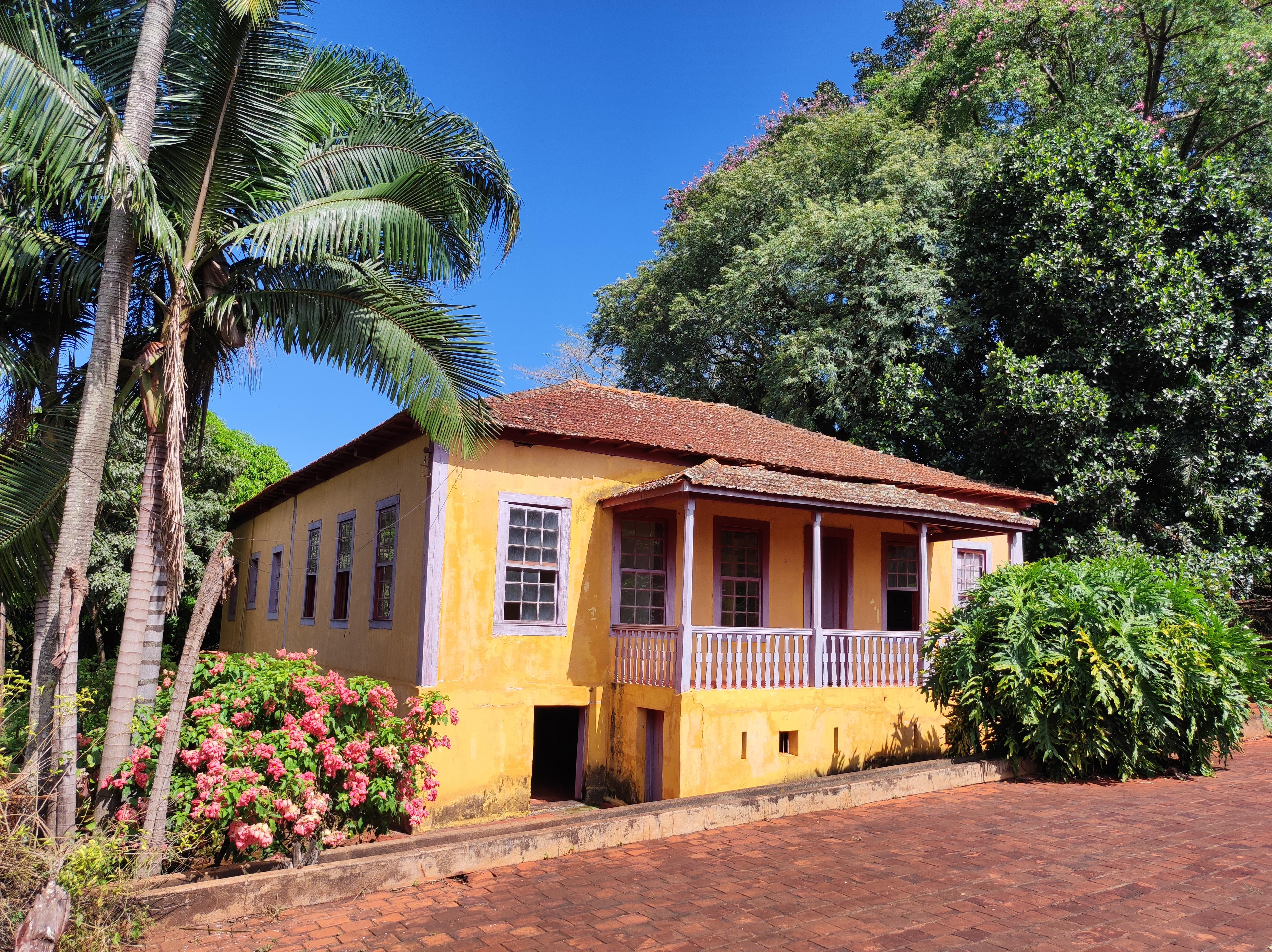
Fazenda São José do Mato Seco. Pertenceu ao Barão de Monte Santo, um dos fundadores de Mococa.

A história de Mococa se inicia durante a primeira metade do século XIX, quando errantes provindos de Minas Gerais, sobretudo de Aiuruoca e outros municípios vizinhos, sabendo da alta fertilidade do solo na região, iniciam o desbravamento das grandes matas virgens locais e dão inicio as primeiras ocupações. Gerando, subsequentemente, grandes propriedades para o cultivo do café e utilizando-se de mão de obra escravizada africana no processo.
Como principais fundadores, destacam-se Gabriel Garcia de Figueiredo, o "Barão de Monte Santo", Venerando Ribeiro da Silva, responsável pelo traçado urbanístico das ruas e praças do município emergente., José Pereira dos Santos, Diogo Garcia da Cruz, José Gomes de Lima e José Christóvão de Lima, pioneiro do desbravamento das terras mocoquenses.

### Introdução do café

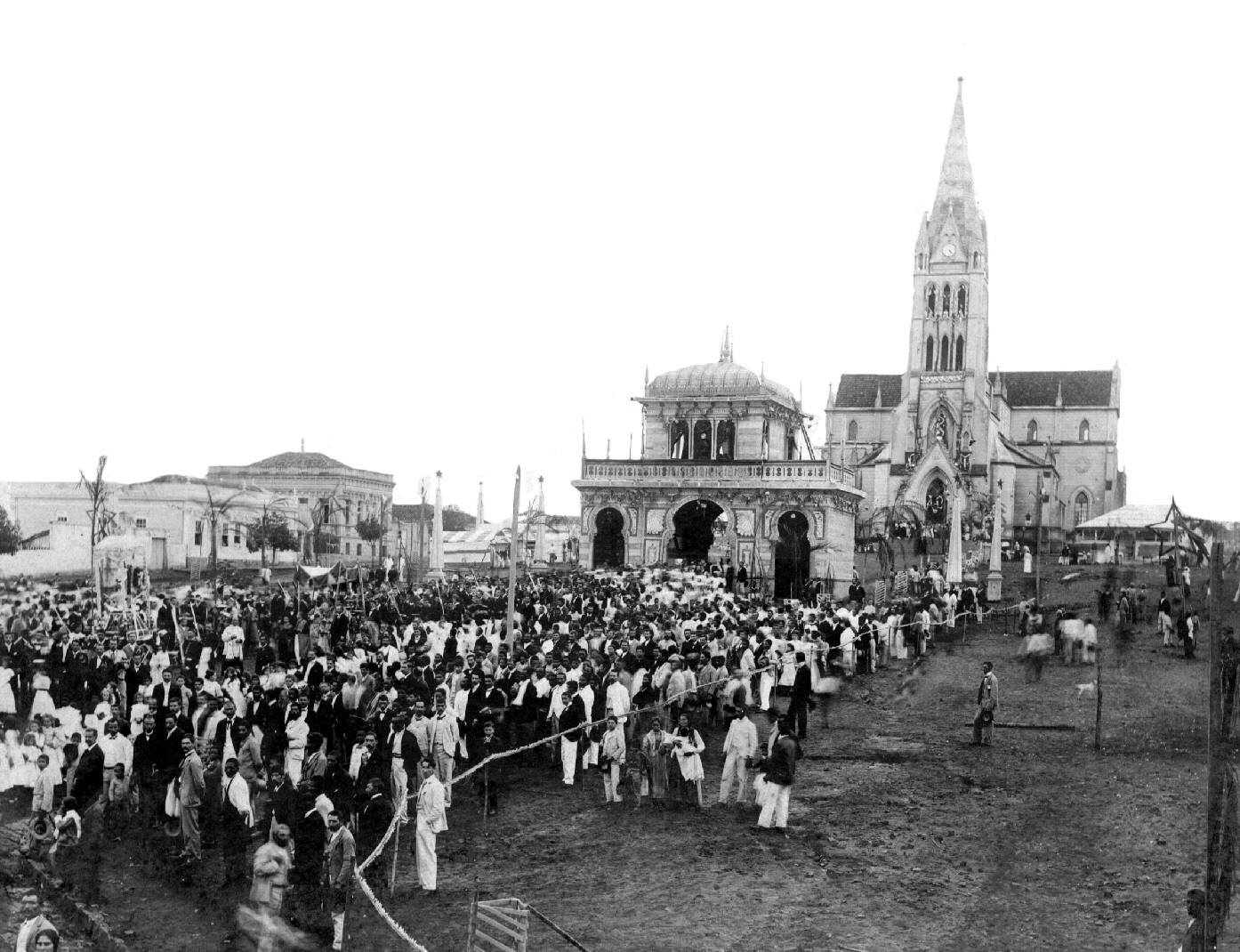
Festividades na praça da Matriz, ainda em construção (início do século XX)

No cerne do período imperial, o povoado, até então conhecido como São Sebastião da Boa Vista, o nome original de Mococa, é elevado à condição de capela curada, no ano de 1841. Poucos anos depois, em 1846, é implantada a primeira lavoura cafeeira, gerando assim, a ocupação e o desenvolvimento urbano e rural.

A primeira igreja de Mococa, posteriormente conhecida como Matriz Velha, foi construída também em 1846, dedicada à São Sebastião, o padroeiro da cidade. Por sua rusticidade, acaba perdendo relevância durante o fim do século XIX. Deste modo, monta-se uma comissão incluindo nomes do alto escalão político e econômico de Mococa, incluindo o Barão de Monte Santo, para a inauguração de uma nova Matriz, fato ocorrido em 1896. 

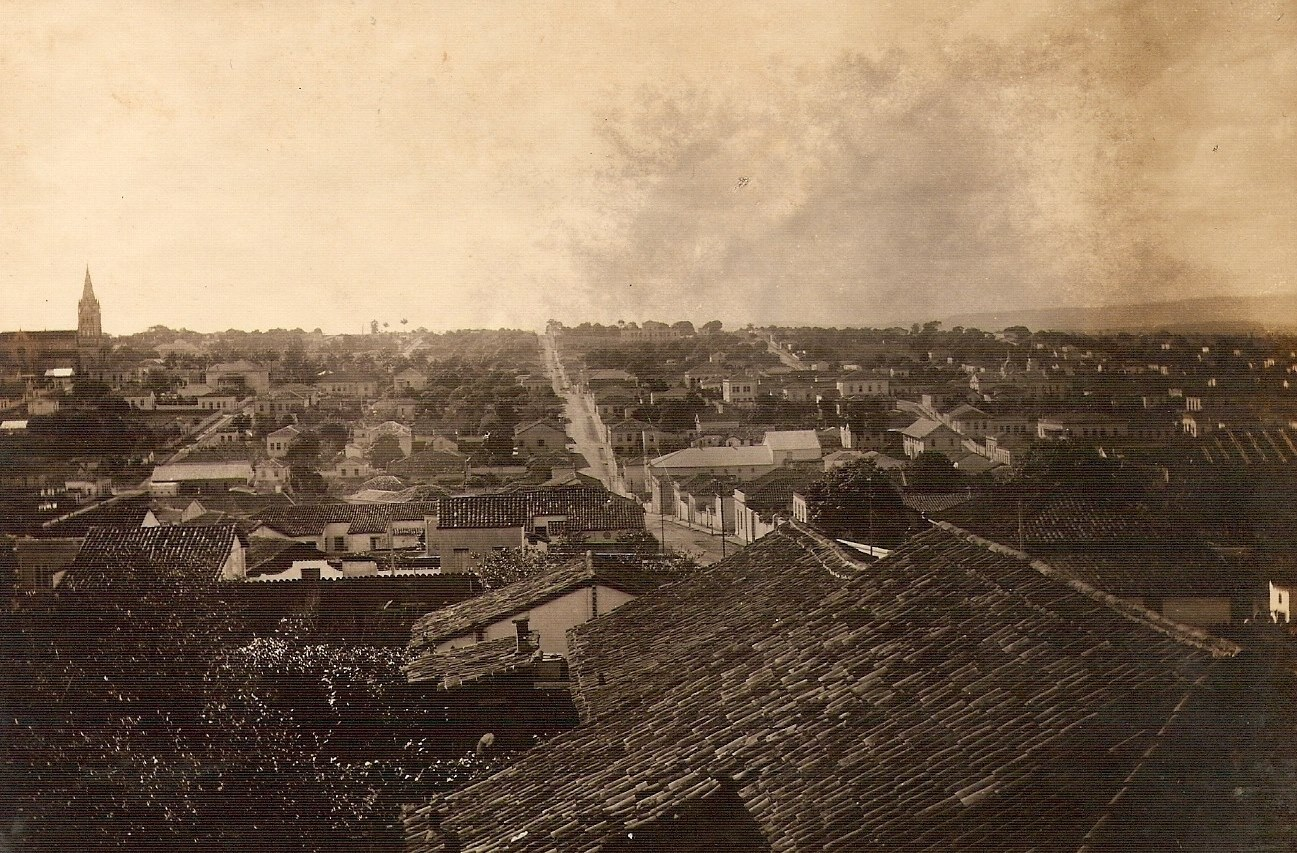
Mococa durante a década de 1920.

A antiga igreja matriz veio a ser demolida em 1919, dada suas precárias condições. Sendo reconstruída em 1921, com estilo arquitetônico eclético, pela iniciativa de Iria Josepha da Silva e seu marido, Francisco Figueiredo. Tendo sua arquitetura projetada pelo renomado arquiteto italiano Gherardo Bozzani.
Mococa nasceu com o nome de São Sebastião da Boa Vista, passando em 1857 a condição de freguesia do município de Casa Branca. Em 3 de fevereiro de 1873 emancipou-se, tornando-se vila e município, e em 1875, pela iniciativa de Gabriel Garcia de Figueiredo junto ao governo imperial, veio a ser considerada oficialmente uma cidade. Pela lei estadual de 8 de abril de 1911 o município passou a se chamar Mococa.

### Desenvolvimento e imigração
Após 1888, data da abolição da escravatura, fez-se necessária a substituição da mão de obra escrava. A cidade passou, então, a receber uma massa de imigrantes, em sua esmagadora maioria de italianos (cerca de 10.000) e, em menor escala, de alemães, austríacos, espanhóis, portugueses e libaneses.

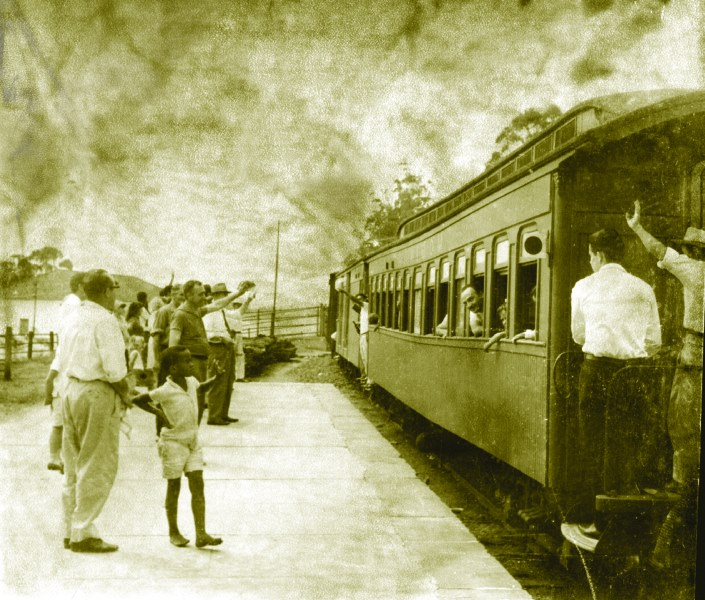
Propulsora do desenvolvimento econômico e da imigração, o ciclo iniciado em 1890 encerrou-se com o último trem da Mogiana em 1966.

A partir da década de 1890, Mococa passou pelo seu período áureo, com as riquezas geradas pelos produtores de café proporcionando grandes avanços para a cidade, como a construção da Matriz Nova, a igreja de São Sebastião e o início das operações da Companhia Mogiana de Estradas de Ferro, responsável por escoar a produção cafeeira para o mercado externo e pela chegada dos milhares de imigrantes que Mococa receberia, para trabalhar nas fazendas de café, ao longo das décadas seguintes. O último trem da estação mocoquense partiu em 1966.
Como resultado, houve uma fusão cultural e cosmopolita em pleno "sertão do pardo", período este conhecido como a "belle époque caipira", qualificando Mococa como uma das cidades produtoras do melhor café do Brasil. A florada civilizadora do café tornou os cafeicultores da cidade parte da elite social brasileira.

### Crise e declínio do café
Porém, entre 1914 e 1918, período da Primeira Guerra Mundial, ocorreu a desorganização do comércio internacional, desestruturando a economia cafeeira devido à retração dos mercados consumidores. Crise que se acentuaria com o Crash da Bolsa de Valores de Nova Iorque, em 1929.
A partir desse período, os fazendeiros passaram investir na criação de gado de leite. Em 1932, a cidade foi um dos fronts da Revolução constitucionalista no conflito entre mineiros e paulistas.

### Pós-guerra e ditadura militar

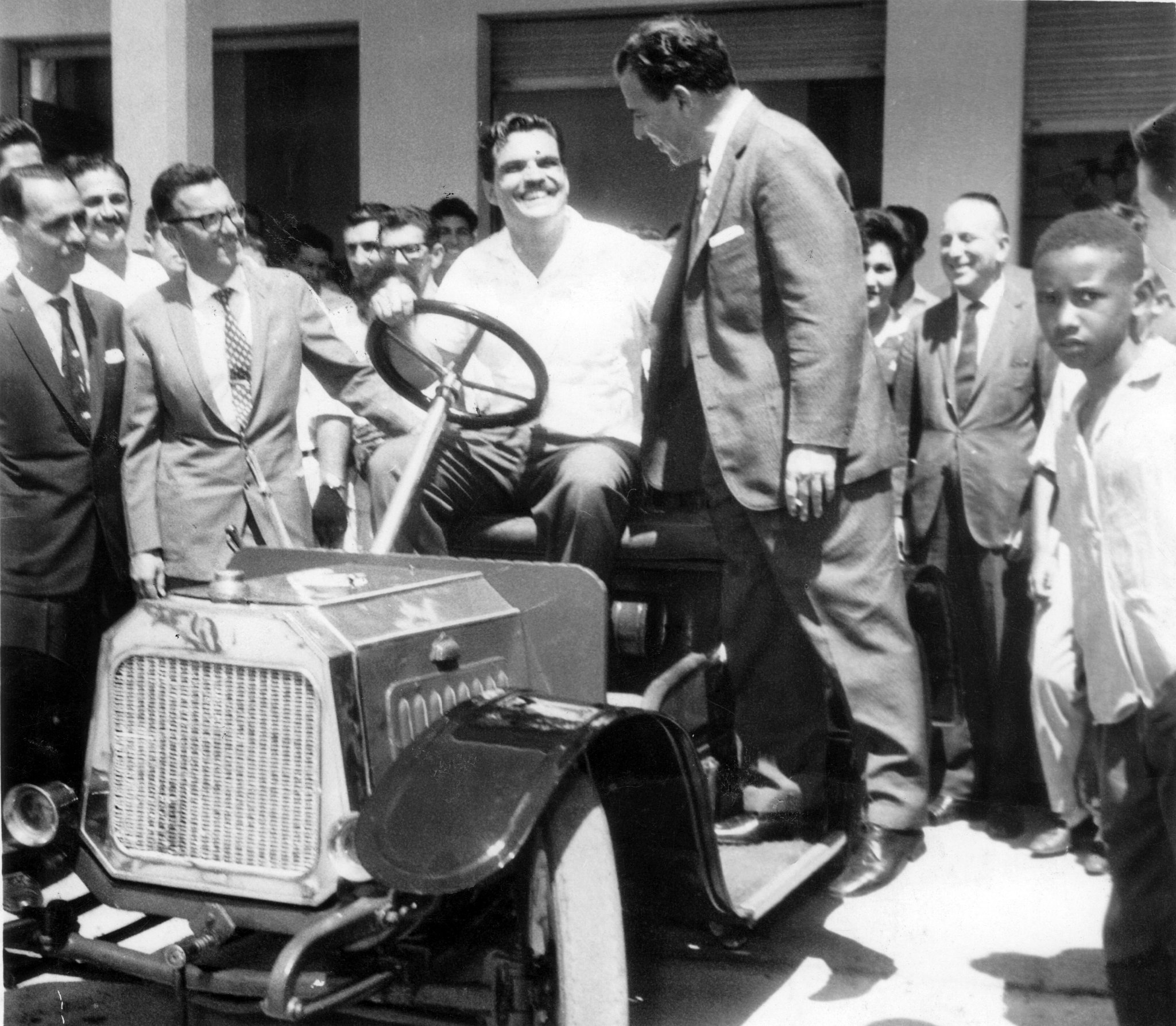
João Goulart na Inauguração do Mercado Municipal, em 1963.

Em 1959, foi inaugurado o Cine Mococa, um dos mais tradicionais cinemas da região, mantendo sua arquitetura de época intacta.
Três anos mais tarde, em abril de 1963, Mococa recebeu a presença do presidente da república, João Goulart. Onde este inaugurou o Mercado Municipal, o conhecido Mercadão, ao lado do seu ex-ministro da agricultura, o mocoquense Renato Costa Lima.
Durante os anos de chumbo, houve alguns casos onde a repressão da ditadura atuou, como na prisão de Milton Gagliardi, militante comunista da época, que fora transferido para Cajuru. Tendo sido solto algum tempo depois.
Relevante também é a presença de Carlos Lamarca (capitão do Exército na época, conhecido por desertar o mesmo e se juntar a luta armada), em 1967, no Tiro de Guerra 02-022, para realizar uma das muitas inspeções técnicas que o TG passava. Nessa época, seus ideais revolucionários já começavam a se aflorar.

## Geografia
Localiza-se a uma latitude 21º28'04" sul e a uma longitude 47º00'17" oeste, estando a uma altitude de 645 metros. A cidade de Mococa localiza-se no nordeste do Estado de São Paulo, distante 113 km de Ribeirão Preto a maior cidade da região.

### Hidrografia

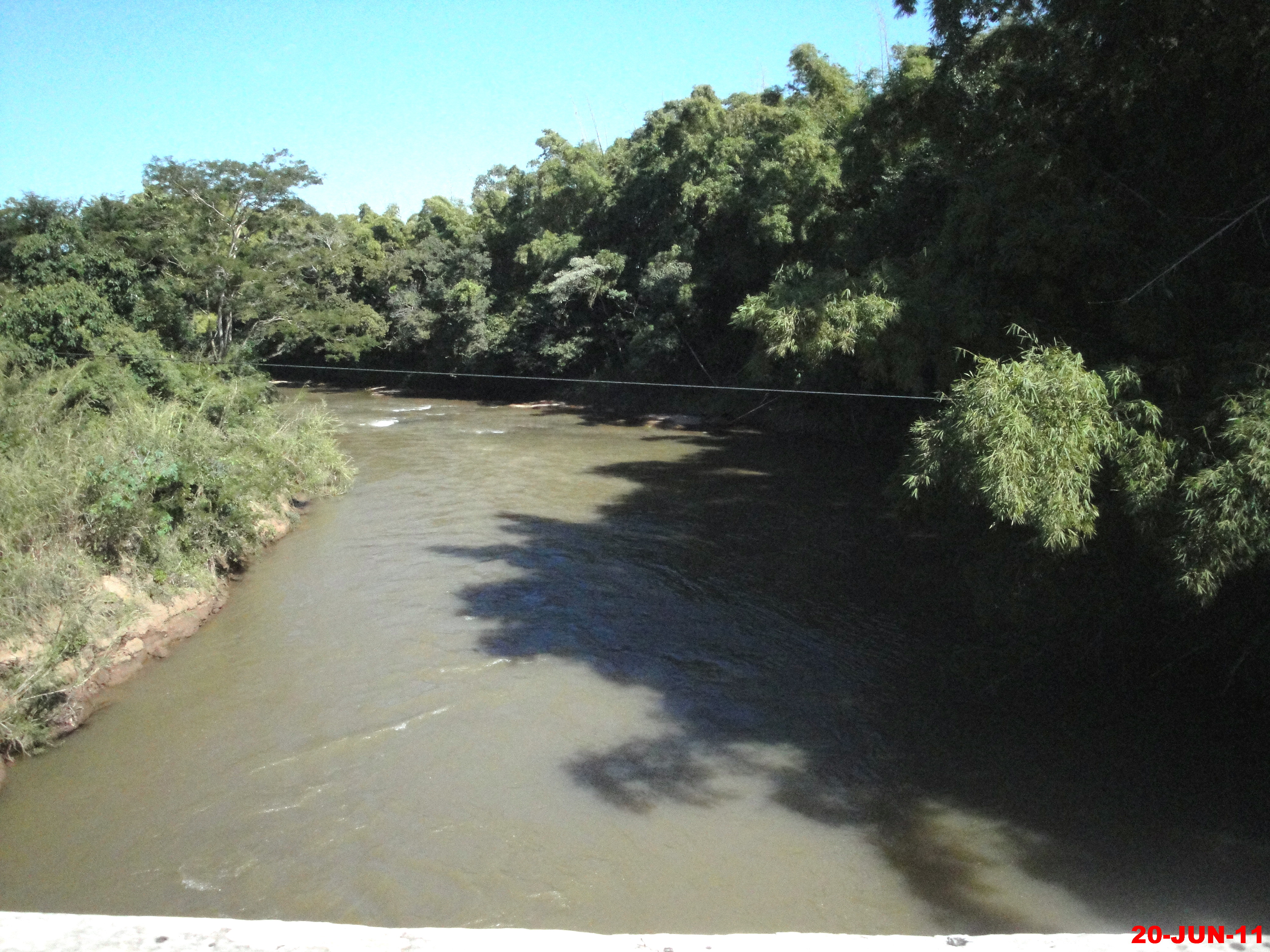
Rio Canoas em Mococa.

- Rio Pardo
- Rio Canoas

### Clima
O clima de Mococa é o tropical com invernos secos (Aw na classificação de Köppen) com temperatura média anual de 23,1°C, tendo a média das máximas de 28,8°C e a média das mínimas de 16,9°C. A precipitação pluviométrica média anual é de 1560,2 mm. O mês mais quente é outubro, com média das máximas de 31°C e o mês mais frio é junho, com média das mínimas de 13°C. O mês mais chuvoso é dezembro, com precipitação média de 273,7mm, seguido de perto por janeiro, com 267,1mm e os meses menos chuvosos são julho e agosto com 21,5 e 23,2mm, respectivamente.
| Dados climatológicos para Mococa                                 | Dados climatológicos para Mococa | Dados climatológicos para Mococa | Dados climatológicos para Mococa | Dados climatológicos para Mococa | Dados climatológicos para Mococa | Dados climatológicos para Mococa | Dados climatológicos para Mococa | Dados climatológicos para Mococa | Dados climatológicos para Mococa | Dados climatológicos para Mococa | Dados climatológicos para Mococa | Dados climatológicos para Mococa | Dados climatológicos para Mococa |
| Mês                                                              | Jan                              | Fev                              | Mar                              | Abr                              | Mai                              | Jun                              | Jul                              | Ago                              | Set                              | Out                              | Nov                              | Dez                              | Ano                              |
| ---------------------------------------------------------------- | -------------------------------- | -------------------------------- | -------------------------------- | -------------------------------- | -------------------------------- | -------------------------------- | -------------------------------- | -------------------------------- | -------------------------------- | -------------------------------- | -------------------------------- | -------------------------------- | -------------------------------- |
| Temperatura máxima média (°C)                                    | 29,0                             | 30,0                             | 30,0                             | 29,0                             | 26,0                             | 26,0                             | 27,0                             | 29,0                             | 29,0                             | 31,0                             | 30,0                             | 30,0                             | 31,0                             |
| Temperatura mínima média (°C)                                    | 20,0                             | 20,0                             | 19,0                             | 17,0                             | 14,0                             | 13,0                             | 13,0                             | 14,0                             | 19,0                             | 18,0                             | 19,0                             | 20,0                             | 13,0                             |
| Precipitação (mm)                                                | 267,1                            | 212,9                            | 188,6                            | 74,8                             | 59,3                             | 33,0                             | 21,5                             | 23,2                             | 67,4                             | 140,5                            | 198,2                            | 273,7                            | 1 560,2                          |
| Fonte: UNICAMP - Centro de Pesquisas Meteorológicas e Climáticas |                                  |                                  |                                  |                                  |                                  |                                  |                                  |                                  |                                  |                                  |                                  |                                  |                                  |

### Rodovias
Os principais acessos à cidade são:

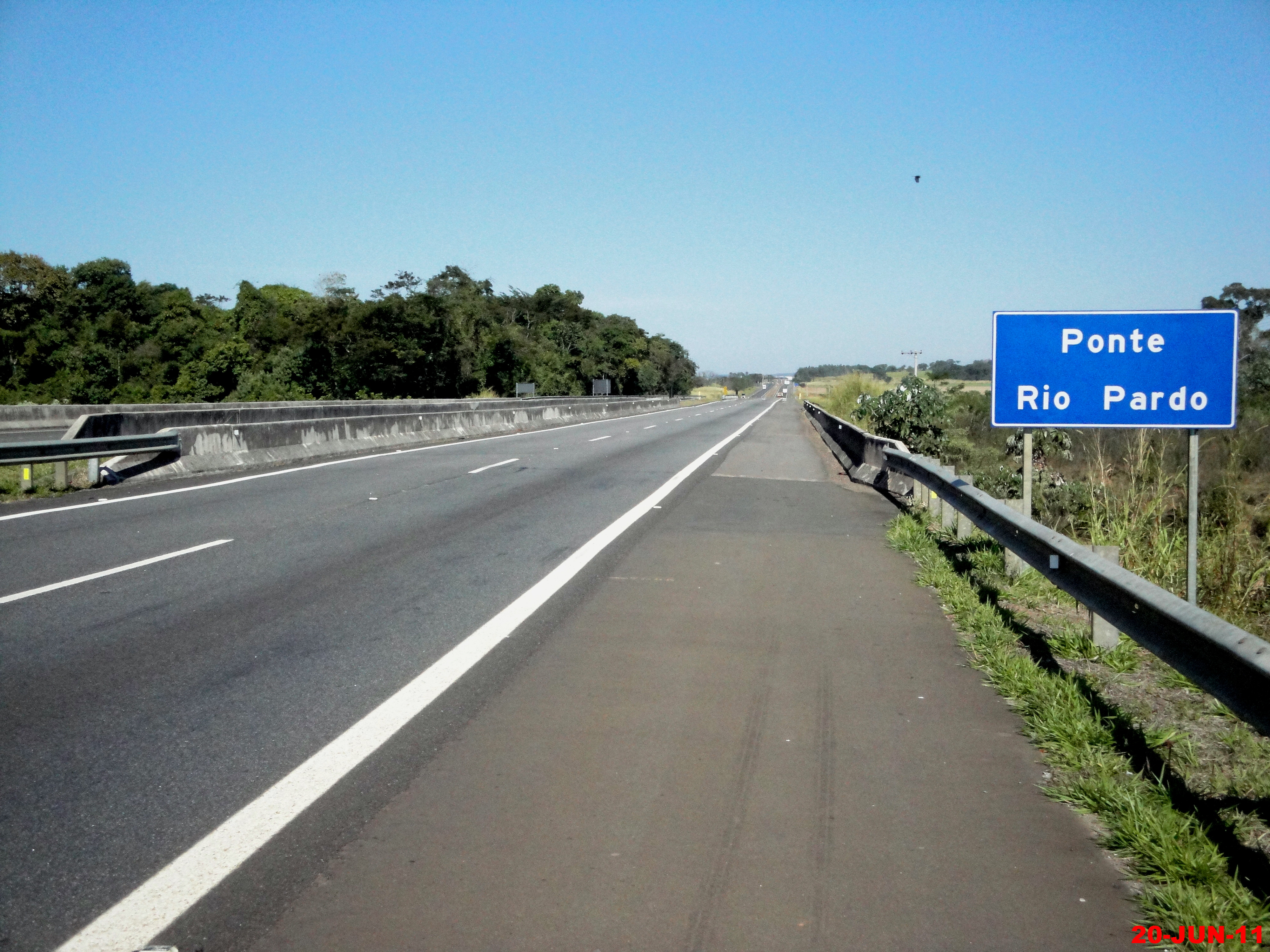
Ponte do Rio Pardo na SP-340, divisa dos municípios de Mococa e Casa Branca.

- Rodovia Ademar de Barros (SP-340), uma das principais do estado, com pista duplicada, ligando Mococa a Campinas. É considerada a quinta melhor rodovia do Brasil, segundo o Guia Quatro Rodas[26].

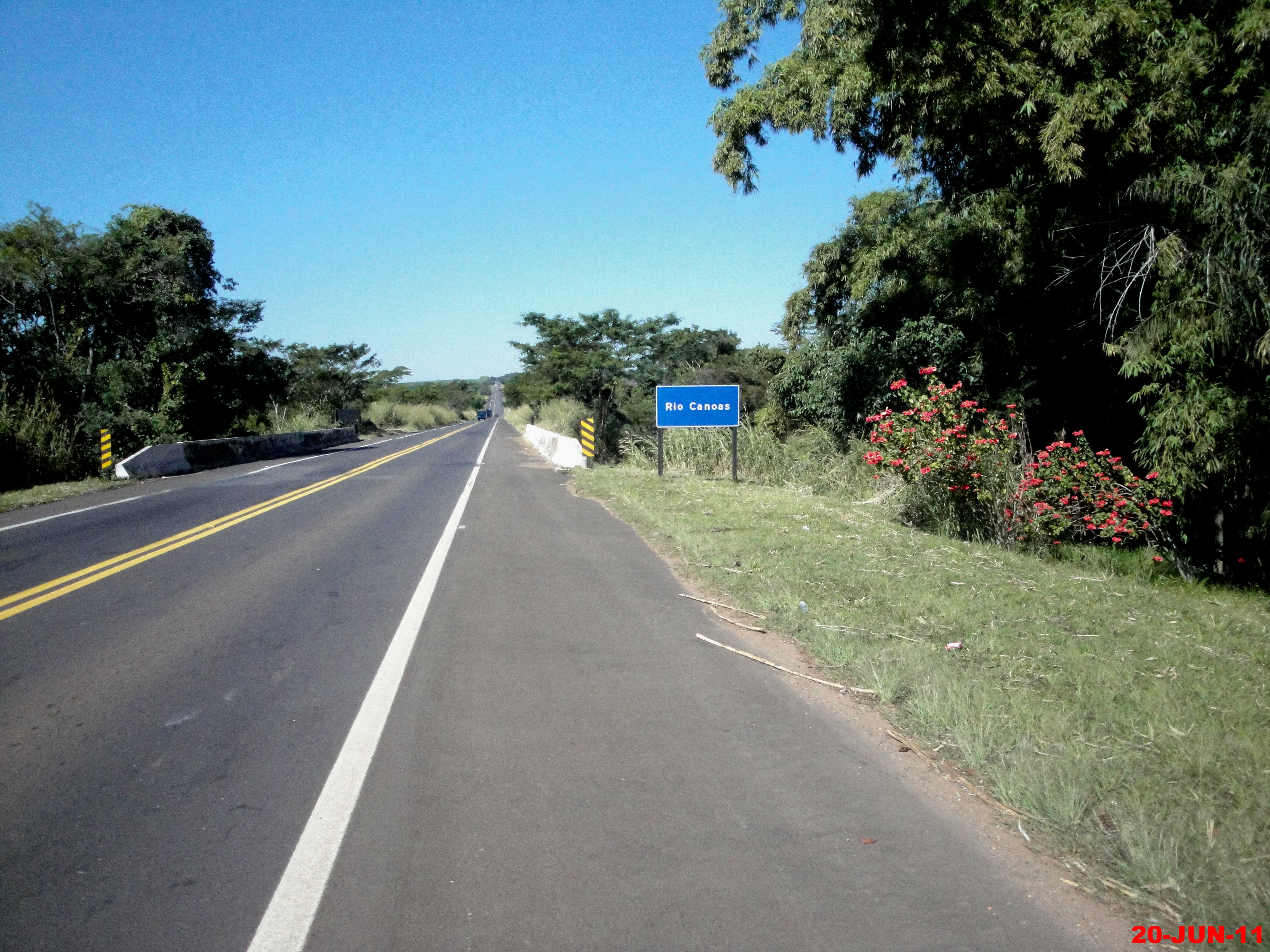
SP-338 em Mococa.

- Além de uma conexão com sede da Região Metropolitana de Ribeirão Preto (RMRP) pela Rodovia Abrão Assed (SP-338).

## Demografia

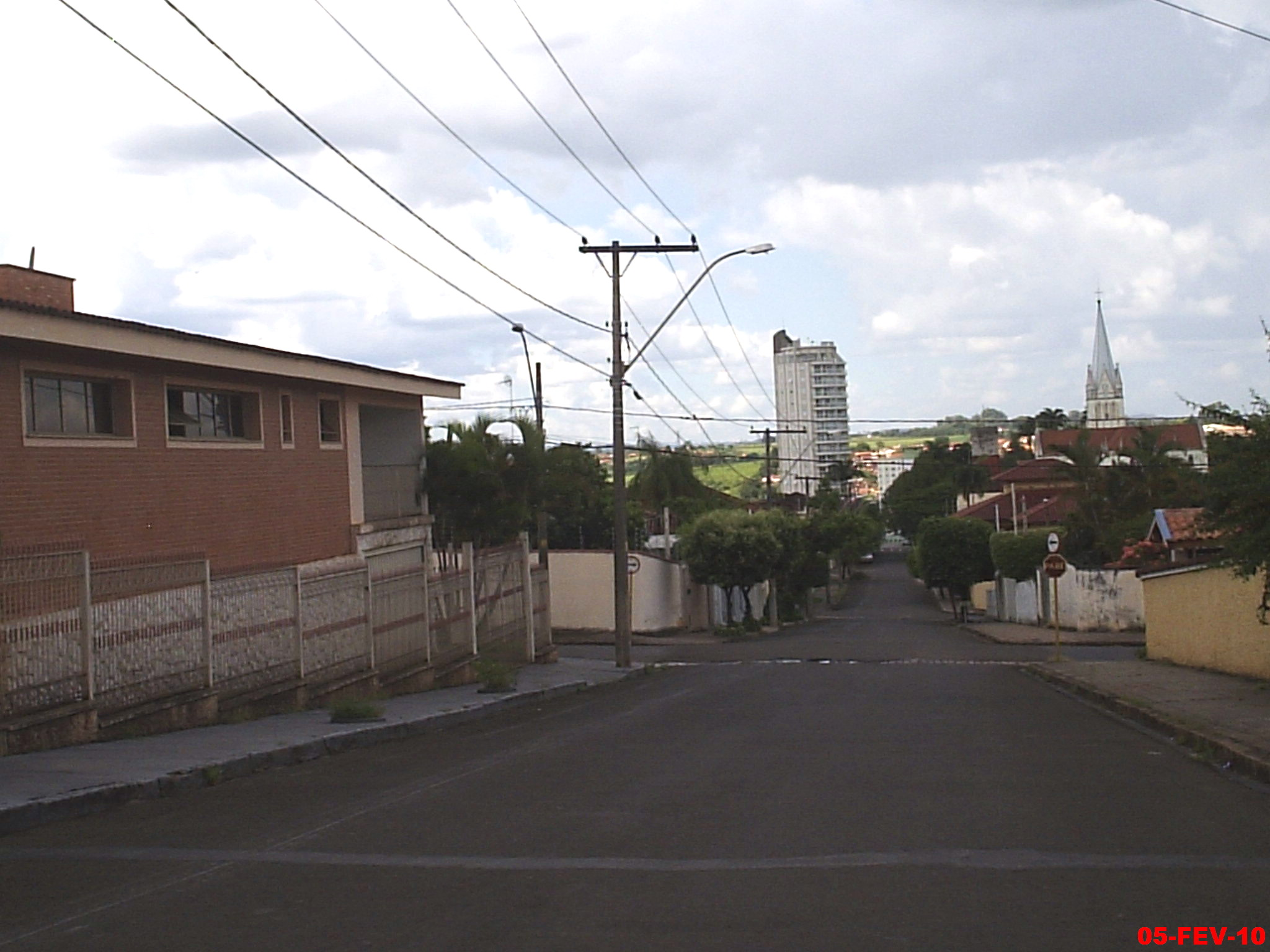
Vista da cidade de Mococa.

### População
| Crescimento populacional                             | Crescimento populacional | Crescimento populacional | Crescimento populacional |
| Ano                                                  | População Total          |                          | %±                       |
| ---------------------------------------------------- | ------------------------ | ------------------------ | ------------------------ |
| 1872                                                 | 3 934                    |                          |                          |
| 1890                                                 | 8 933                    |                          | 127,1%                   |
| 1900                                                 | 13 678                   |                          | 53,1%                    |
| 1910                                                 | 19 971                   |                          | 46,0%                    |
| 1920                                                 | 26 157                   |                          | 31,0%                    |
| 1925                                                 | 29 426                   |                          | 12,5%                    |
| 1934                                                 | 26 610                   |                          | −9,6%                    |
| 1937                                                 | 28 448                   |                          | 6,9%                     |
| 1940                                                 | 26 054                   |                          | −8,4%                    |
| 1946                                                 | 31 342                   |                          | 20,3%                    |
| 1950                                                 | 30 706                   |                          | −2,0%                    |
| 1958                                                 | 36 236                   |                          | 18,0%                    |
| 1960                                                 | 31 851                   |                          | −12,1%                   |
| 1970                                                 | 34 819                   |                          | 9,3%                     |
| 1980                                                 | 47 313                   |                          | 35,9%                    |
| 1991                                                 | 58 374                   |                          | 23,4%                    |
| 2000                                                 | 65 574                   |                          | 12,3%                    |
| 2010                                                 | 66 290                   |                          | 1,1%                     |
| 2022                                                 | 67 681                   |                          | 2,1%                     |
| Est. 2024                                            | 69 324                   | [ 27 ]                   | 2,4%                     |
| Fontes: Censos Demográficos IBGE e Estimativas SEADE |                          |                          |                          |

### Dados demográficos
População Total: 67.681 (est. IBGE/2022)
- Urbana: 99%
- Rural: 1%
- Homens: 49%
- Mulheres:51%

Densidade demográfica (hab./km²): 79,14

### Etnias
| Cor/Raça | Percentagem |
| -------- | ----------- |
| Branca   | 65,9%       |
| Preta    | 5,5%        |
| Parda    | 28,4%       |
| Amarela  | 0,2%        |

Fonte: Censo 2022

### Imigração
Após a abolição da escravatura em 1888, Mococa passou a receber uma enorme quantidade de imigrantes para trabalhar nas lavouras de café. Dentre os imigrantes, a maioria era de italianos, que somaram entre 9 000 e 10 000, vindos principalmente das regiões da Lombardia, Vêneto, Lácio, Campânia e Sicília. Mas havia também alemães, principalmente da região da Baviera, austríacos, portugueses; espanhóis da Andaluzia e da Galiza e, em menor escala, libaneses, dentre outros. A população atualmente é resultado da miscigenação desses imigrantes; estima-se que a maioria tenha ao menos um antepassado italiano.

## Política e administração

### Subdivisões
O município é dividido em três distritos: Mococa (sede), Igaraí e São Benedito das Areias.

## Infraestrutura

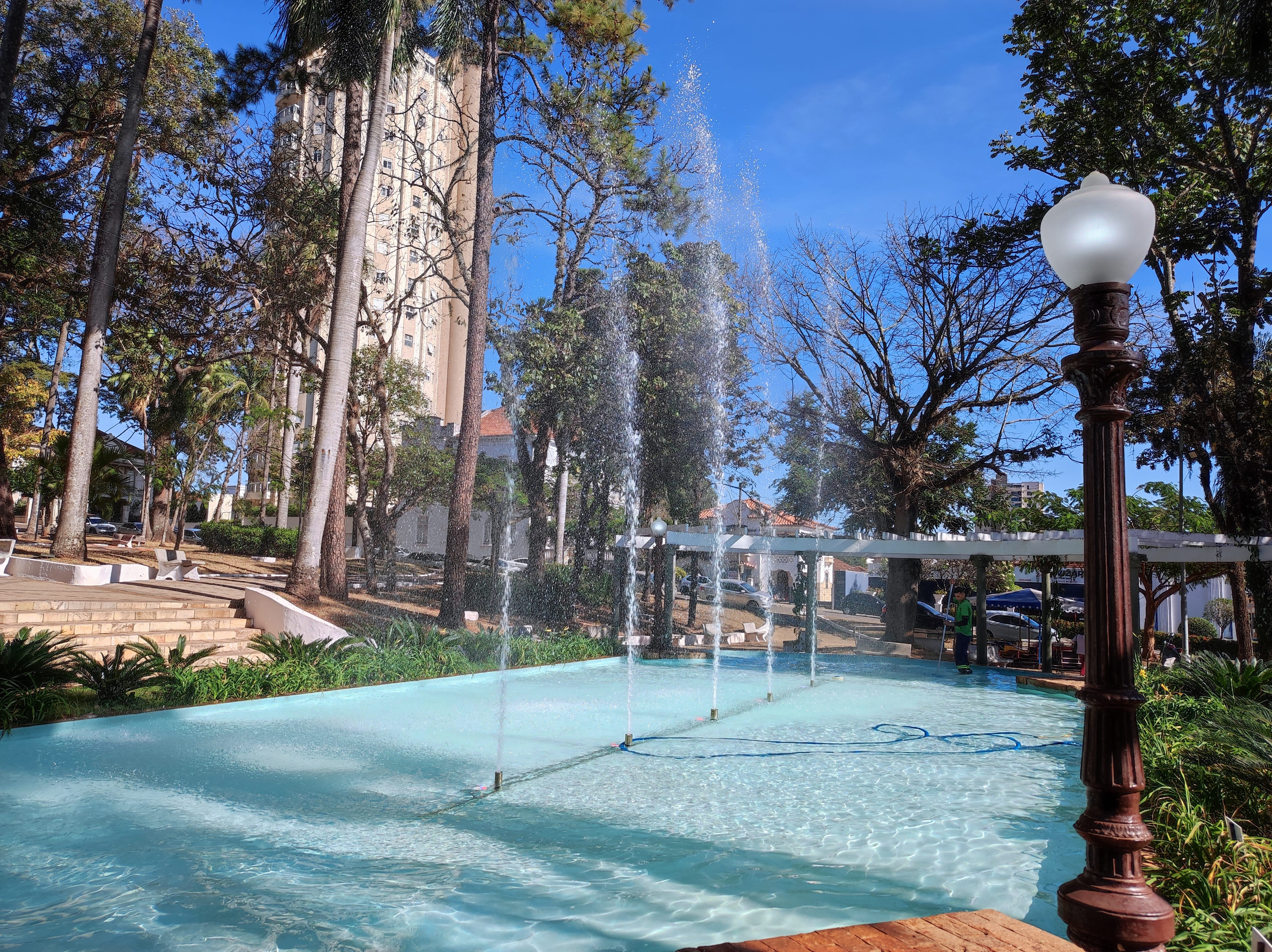
Fonte luminosa da praça da Matriz.

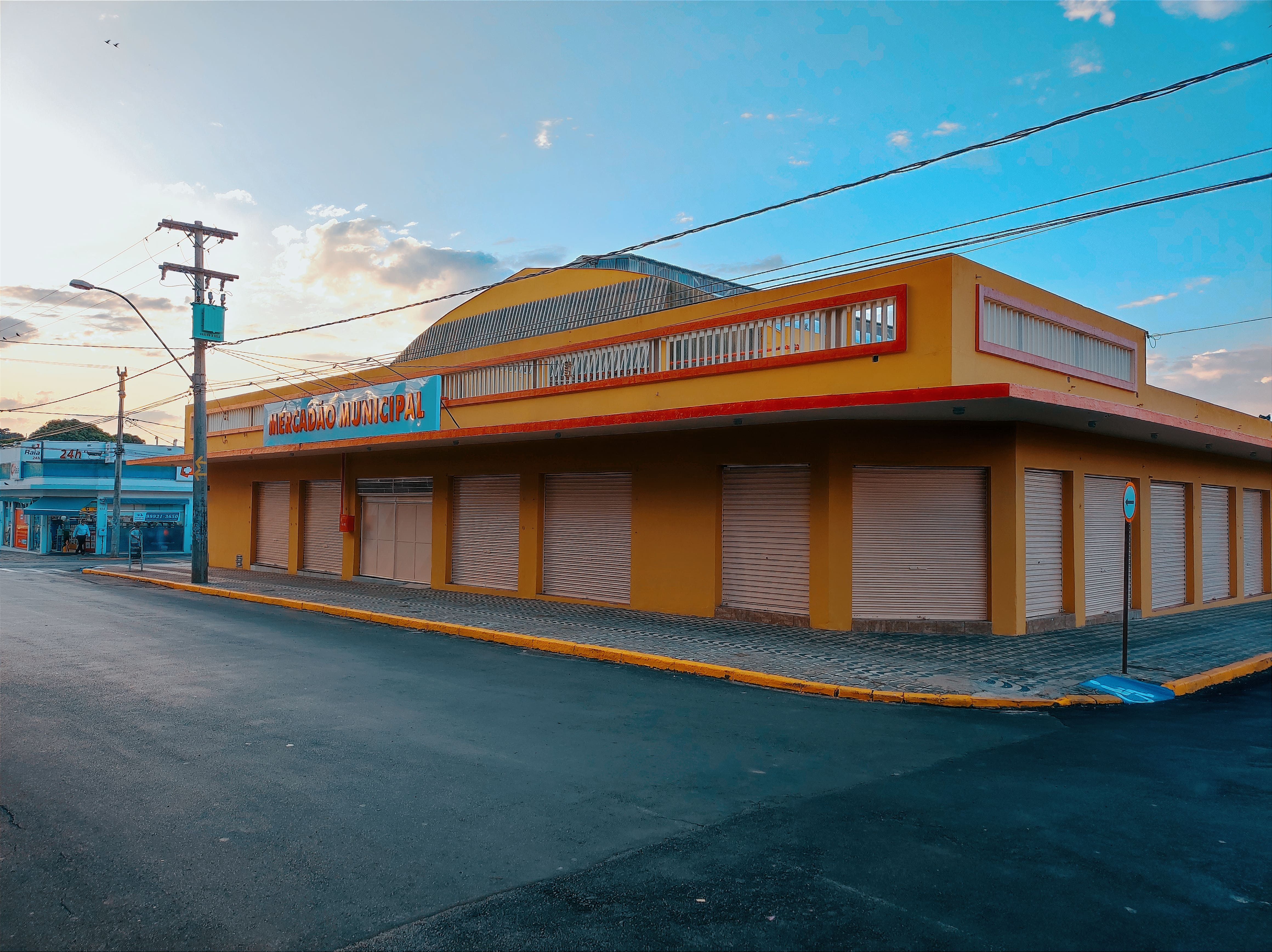
Mercado Municipal.

### Educação
98,9% da população mocoquense é alfabetizada. O Índice de Desenvolvimento da Educação Básica de 2021 foi de 5,8 para os anos iniciais do ensino fundamental e de 5,1 para os anos finais. Mococa possui as escolas técnicas estaduais do Centro Paula Souza, a ETec Francisco Garcia e a ETec João Baptista de Lima Figueiredo. Possui duas faculdades: a Faculdade de Tecnologia, onde são ministrados os cursos "Informática com Ênfase em Gestão em Negócios", "Informática com Ênfase em Banco de Dados e Rede de Computadores" ,"Agronegócio", "Gestão Empresarial" e "Gestão da Tecnologia da Informação" e a Faculdade da Fundação de Ensino de Mococa, onde são ministrados os cursos de Administração Geral, Ciências Contábeis, Ciência da Computação, Pedagogia, Letras e Matemática.

### Saneamento
92,8% das casas estão conectadas à rede de esgoto, 97,7% são atendidas pela coleta de lixo e 99,96% têm banheiro de uso exclusivo.

### Comunicações
O sistema de telefones automáticos foi inaugurado na cidade pela Companhia Telefônica Brasileira (CTB) em 1970. Já o sistema de discagem direta à distância (DDD) foi implantado em 1978 pela Telecomunicações de São Paulo (TELESP) com o código de área (0196).
Na década de 90 o código DDD da cidade foi alterado para (019), para padronização do sistema telefônico com a telefonia celular que estava sendo implantada em todo o estado.

## Cultura e lazer
Mococa, cidade histórica dotada de rico patrimônio histórico e cultural, eventos de reconhecimento a nível nacional e grande potencial ecológico, integra a região turística Caminhos da Mogiana e possui cinco segmentos principais de turismo, sendo estes: cultural, rural, ecoturismo, eventos e turismo religioso.

### Patrimônio histórico e cultural

#### Centro Histórico

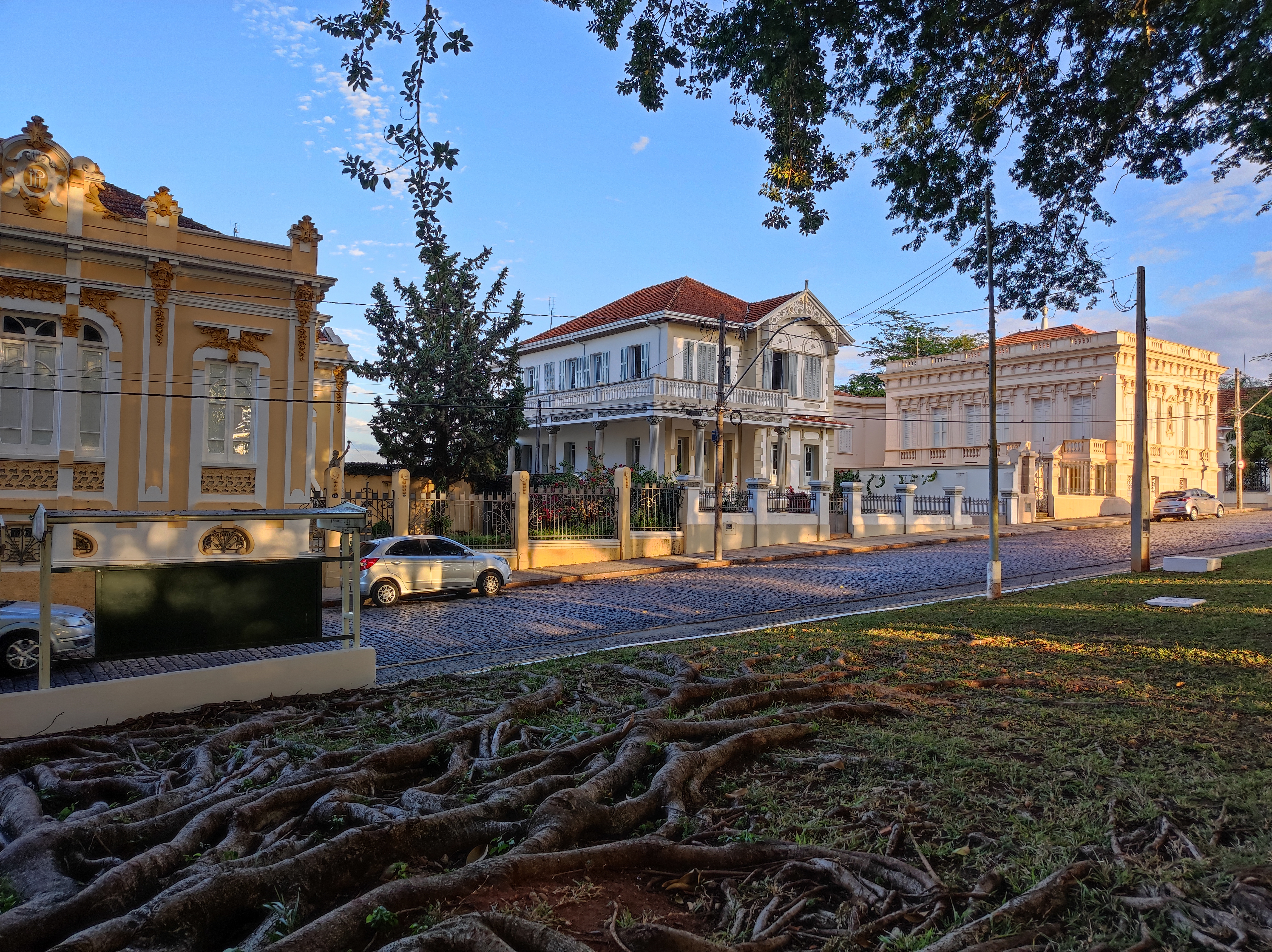
Casarões históricos.

Contando com inúmeros casarões históricos bem preservados do período áureo do ciclo do café, dos anos 1890 á década de 1920. Além da imponente Igreja Matriz de São Sebastião, de 1896, o coreto central da praça, que recebe a apresentação, aos domingos, da tradicional Filarmônica Mocoquense, fundada no ano de 1892. Bem como a Igreja Nossa Senhora do Rosário e as esculturas 'A Mulher de Mococa' e 'Os Fundadores', ambas do renomado escultor mocoquense Bruno Giorgi.

#### Teatro Municipal

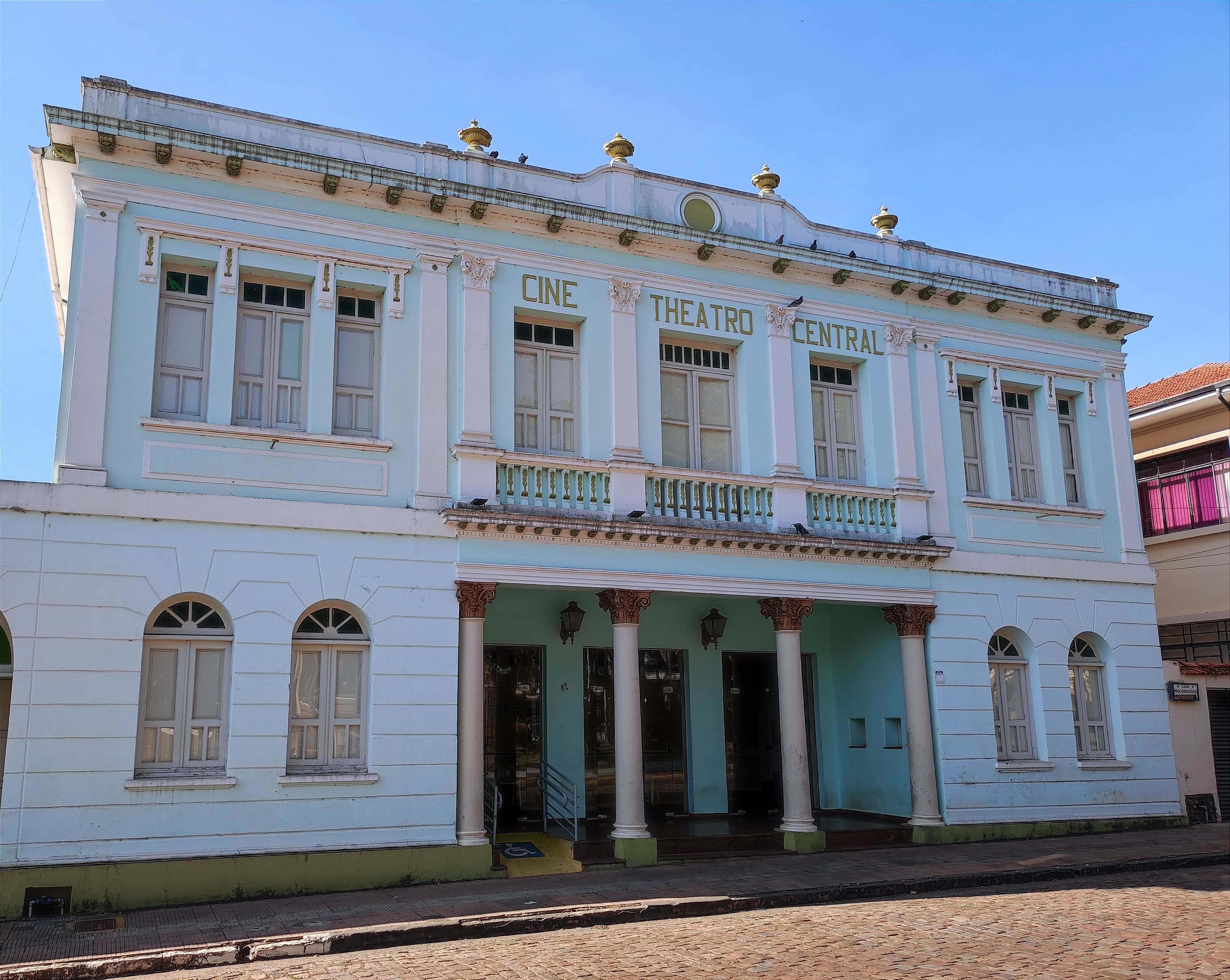
Teatro Municipal.

O antigo Cine Theatro Central, hoje Teatro Municipal, foi o cinema original do município, tendo o seu último filme exibido no fim da década de 1970.

#### Cine Mococa

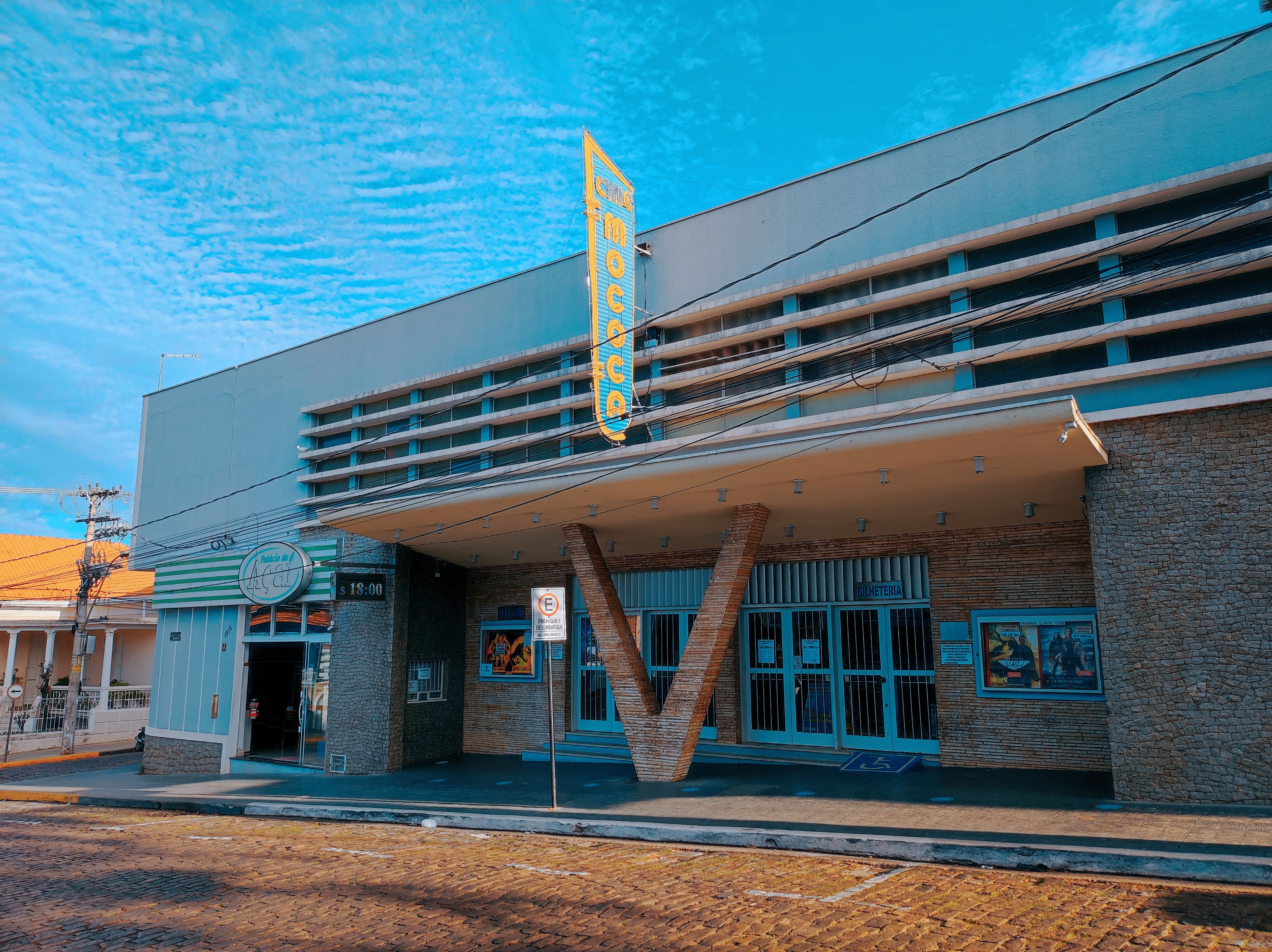
Cine Mococa.

O Cine Mococa, também tradicional, fundado em 1959, tem uma das maiores telas de projeção do Brasil e substituiu o antigo Cine Theatro, se tornando predominante em Mococa. Possuindo arquitetura chamativa, característica dos cinemas clássicos dos anos 50 e 60. Além de pinturas internas na sala principal do artista e historiador mocoquense Carlos Alberto Paladini

#### Casa de Cultura Rogério Cardoso

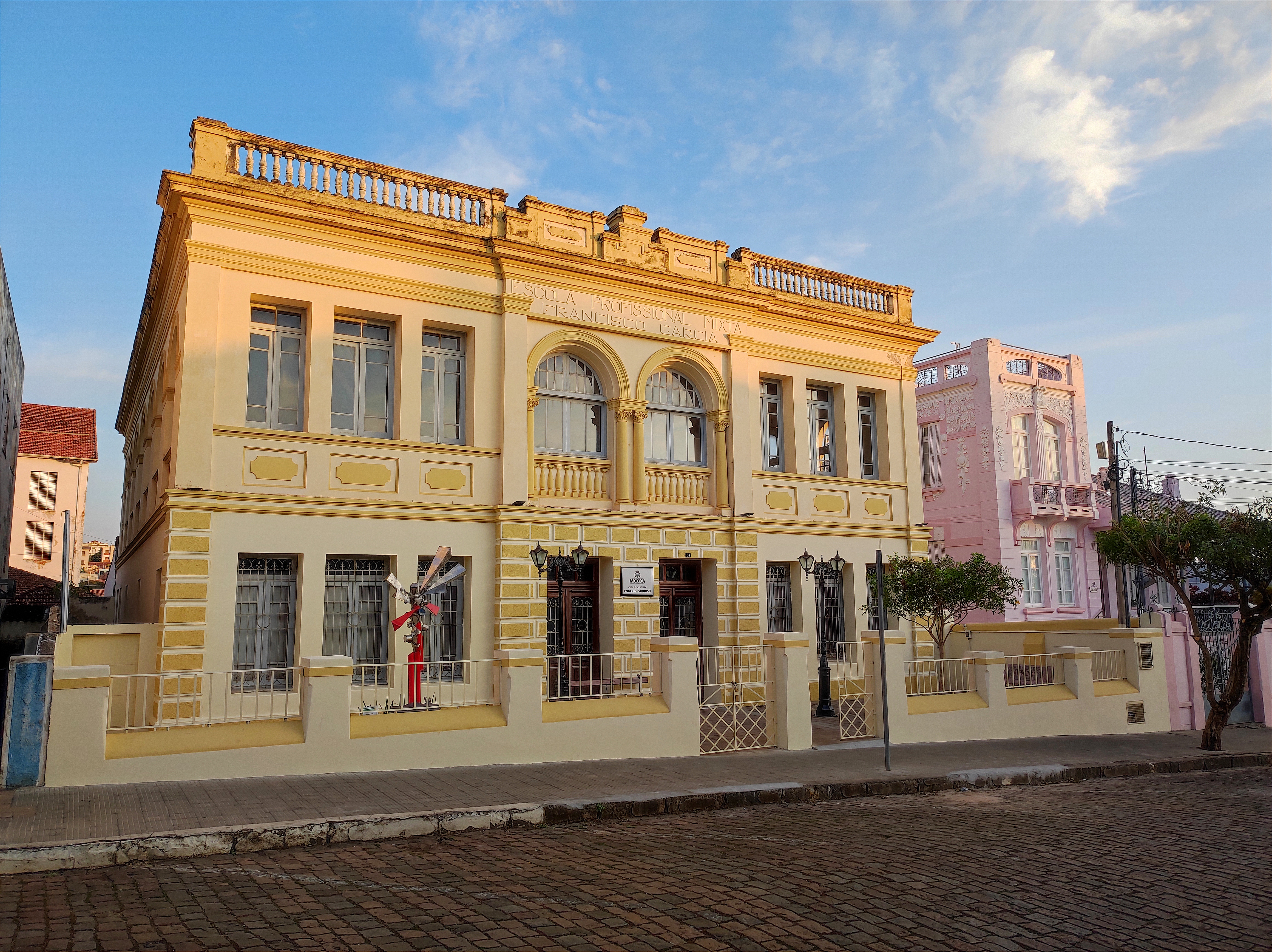
Casa de Cultura.

Fundada no ano de 2010 no antigo prédio datado de 1929 da Sociedade Italiana Doppo Lavoro e, posterior Escola Estadual Francisco Garcia, a Casa de Cultura leva o nome de um dos mais renomados e conhecidos mocoquenses: o ator e comediante Rogério Cardoso. Possuindo diversos acervos e exposições, rotativos e permanentes, bem como diversas aulas, oficinas e palestras abertas ao público.

### Eventos tradicionais
- Troféu Chico Piscina: tradicional campeonato de natação brasileiro de abrengência internacional, organizado e sediado pela Associação Esportiva Mocoquense, desde o ano de 1969. Reúne atletas nas categorias infantil e juvenil com suas delegações representando seus estados e países. Com estrutura própria, contando com cinco piscinas, sendo uma delas olímpica.[42][43][44]
- Exposição Agropecuária de Mococa: conhecida também como Expoam, é um evento de ocorrência anual realizado no parque municipal José André de Lima. Contando com diversos shows de artistas renomados, exposições agropecuárias, rodeios e leilões, além de parque de diversões e praça de alimentação.[45][46]
- Caminhada da Fé de Santa Rita de Cássia: evento de ocorrência anual, vem atraindo milhares de pessoas da cidade e de toda a região para expressarem sua fé e devoção a santa, percorrendo as paróquias municipais durante todo o período da madrugada, e finalizando com uma missa na Capela de Santa Rita, na onde é servido um café da manhã aos participantes.[47][48]

### Turismo rural e ecológico
Sendo um dos segmentos de maior proeminência no município. Conta com dezenas de fazendas históricas, cujo estilo e arquitetura variados de seus casarões preservam a história e memória dos coronéis do ciclo do café, fundadores de Mococa. 
Atualmente, as fazendas abertas ao turismo rural, e as suas principais atividades desenvolvidas são:

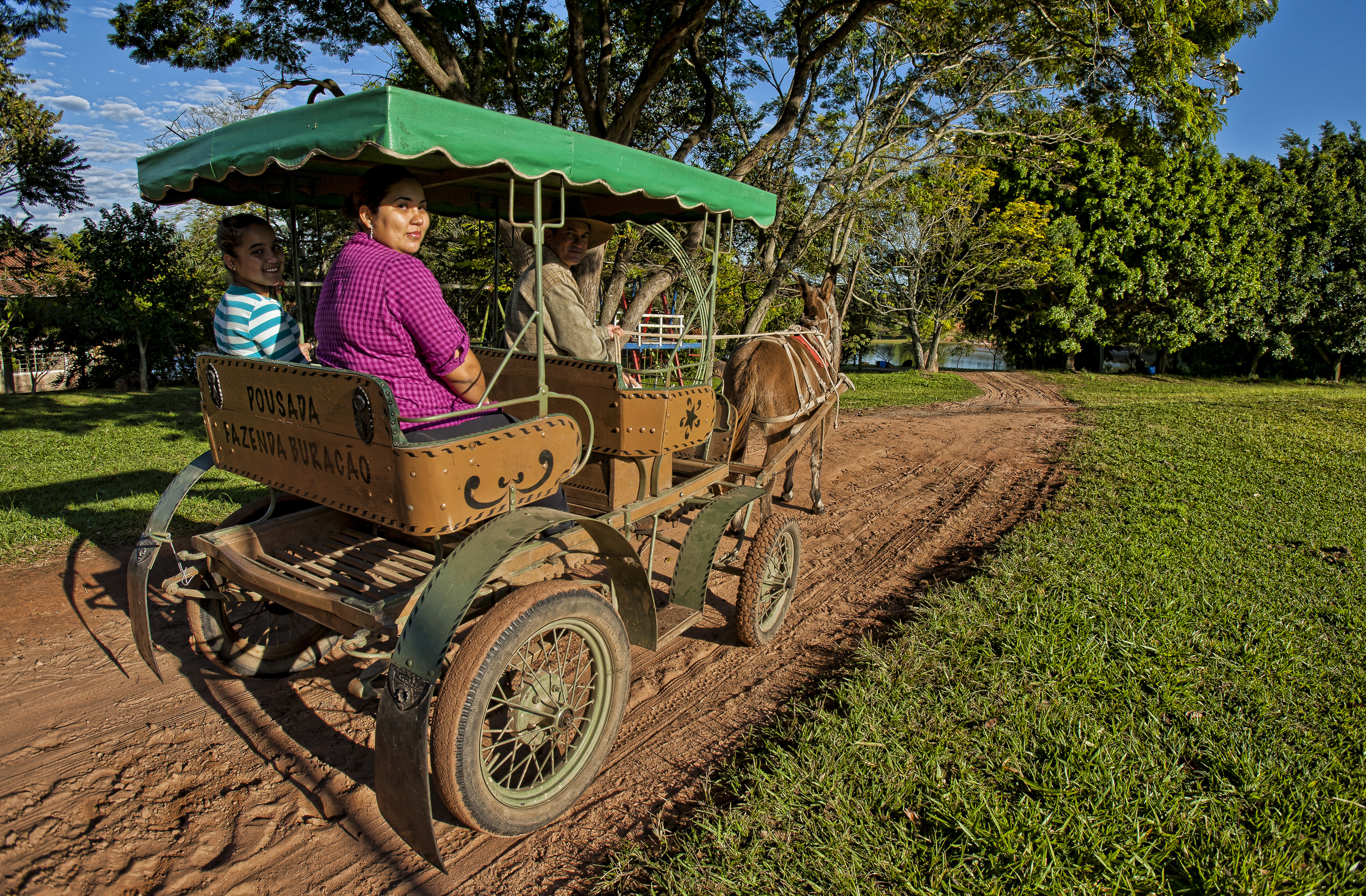
Passeio de charrete na Fazenda Buracão.

- Fazenda Buracão: lazer, recreação e educação ambiental.
- Fazenda Nova: passeios a cavalo e cavalgadas.
- Fazenda Prata: acampamento de férias e lazer infantil.
- Fazenda Santo Antônio da Água Limpa: vivência e imersão rural.
- Fazenda Ambiental Fortaleza: Estágio e experiências Agroecológicas

Oferecendo hospedagem, alimentação típica da gastronomia mineira e diversos atrativos como: Trilhas históricas e ecológicas, cachoeiras, passeios de cavalo e charrete, além de barco e caiaque, bem como tirolesa e recreações variadas.
Parque Ecológico São Sebastião: localizado próximo ao centro, o parque conta com diversas trilhas próprias para crianças, jovens e adultos. Além de minas de água potáveis provindas diretamente do lençol freático. Possuindo também, extensa biodiversidade em fauna e flora regional. As visitas são acompanhadas por um guia especializado. Portanto, é necessário agendamento prévio.

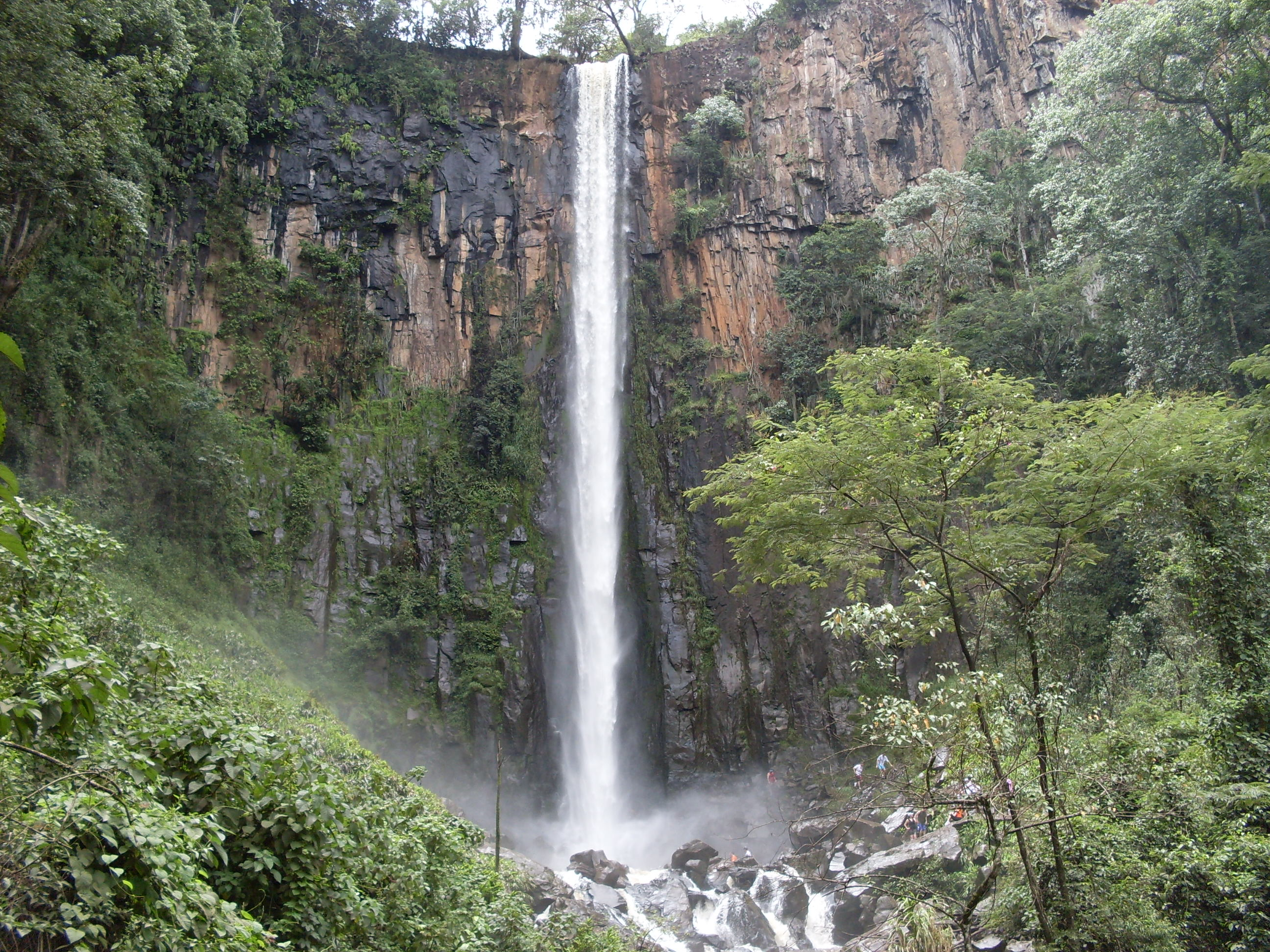
Cachoeira do Itambé.

Cachoeira do Itambé e Mirante das Areias: com queda de 84 metros de altura, é uma das maiores cachoeiras de todo o estado de São Paulo. Já o Mirante, com 1270 metros de altitude, possui vista 180 graus, sendo possível observar várias cidades da região. Além de contar com acesso gratuito e estacionamento adaptado. Ambos se localizam em um planalto, com matas preservadas, na divisa entre o distrito mocoquense de São Benedito das Areias e o munícipio de Cássia dos Coqueiros.

### Caminho da Fé
Rota tradicional de peregrinos com destino a cidade de Aparecida, também no estado de São Paulo. Mococa integra o Caminho da Fé sendo um dos ramais de acesso e possuindo meio de hospedagem oficial, o Plaza Hotel, oferecendo credenciais aos peregrinos que ali hospedam. Contando também com um portal turístico localizado na Capela Nossa Senhora de Aparecida, no bairro de mesmo nome.

### Esportes
- Radium Futebol Clube

## Pessoas ilustres
- Pessoas notórias nascidas em Mococa

### Bruno Giorgi

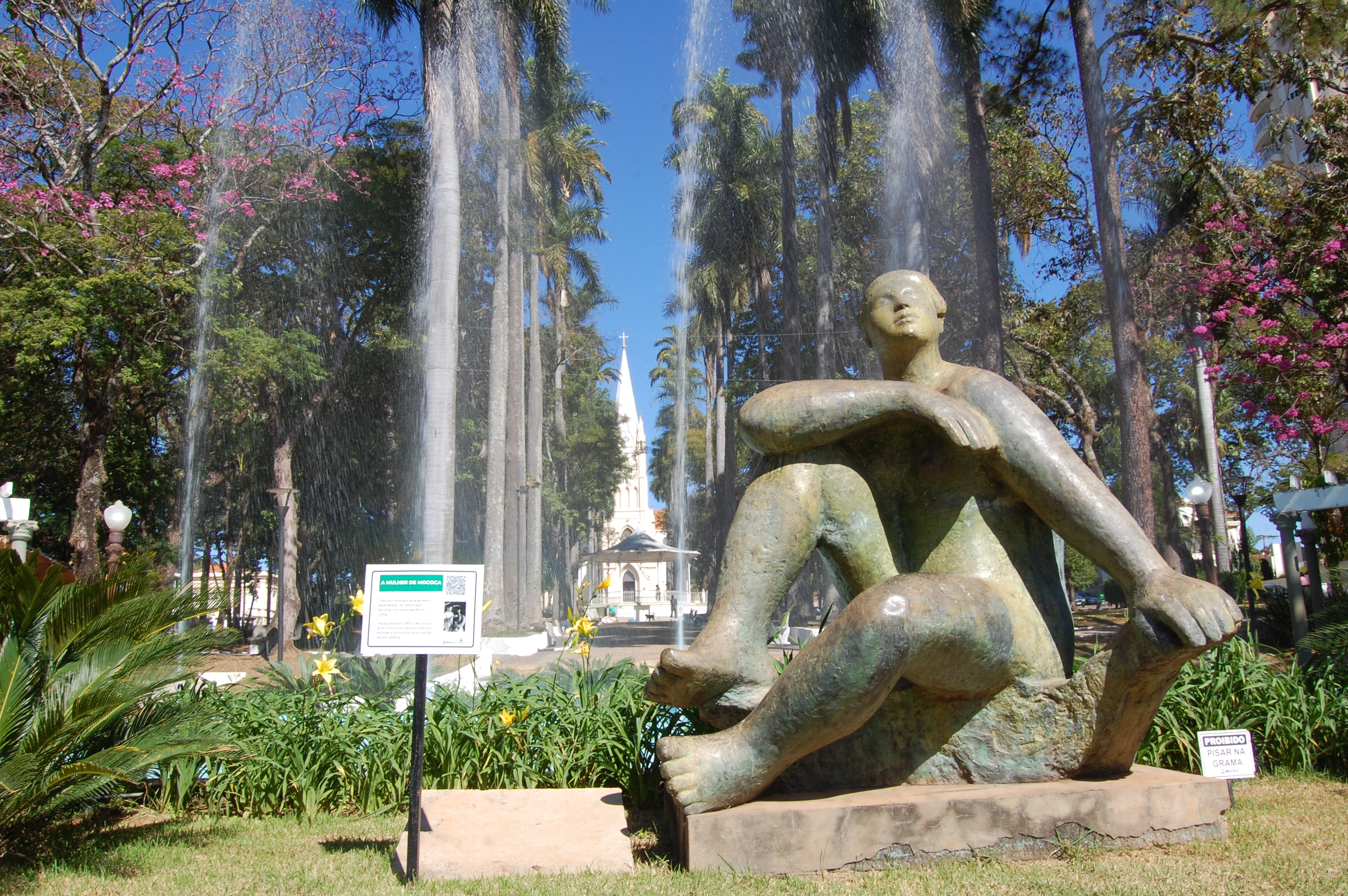
A mulher de Mococa, obra do escultor Bruno Giorgi, na praça Marechal Deodoro.

Nascido em 1905, no antigo Hotel Terraço, o escultor mocoquense Bruno Giorgi saiu de Mococa com os pais, imigrantes italianos, ainda criança, rumo à Itália.
Em 1983, já em idade avançada e com uma experiência de vida intensa pelo mundo das artes, retorna à sua terra natal pela primeira vez, desde sua infância.
Deixou em sua cidade, como homenagem, duas obras: A mulher de Mococa, na praça Marechal Deodoro e Os Fundadores, na praça Epitácio Pessoa, ambas localizadas no centro histórico de Mococa.

## Religião
O Cristianismo se faz presente na cidade da seguinte forma:

### Igreja Católica

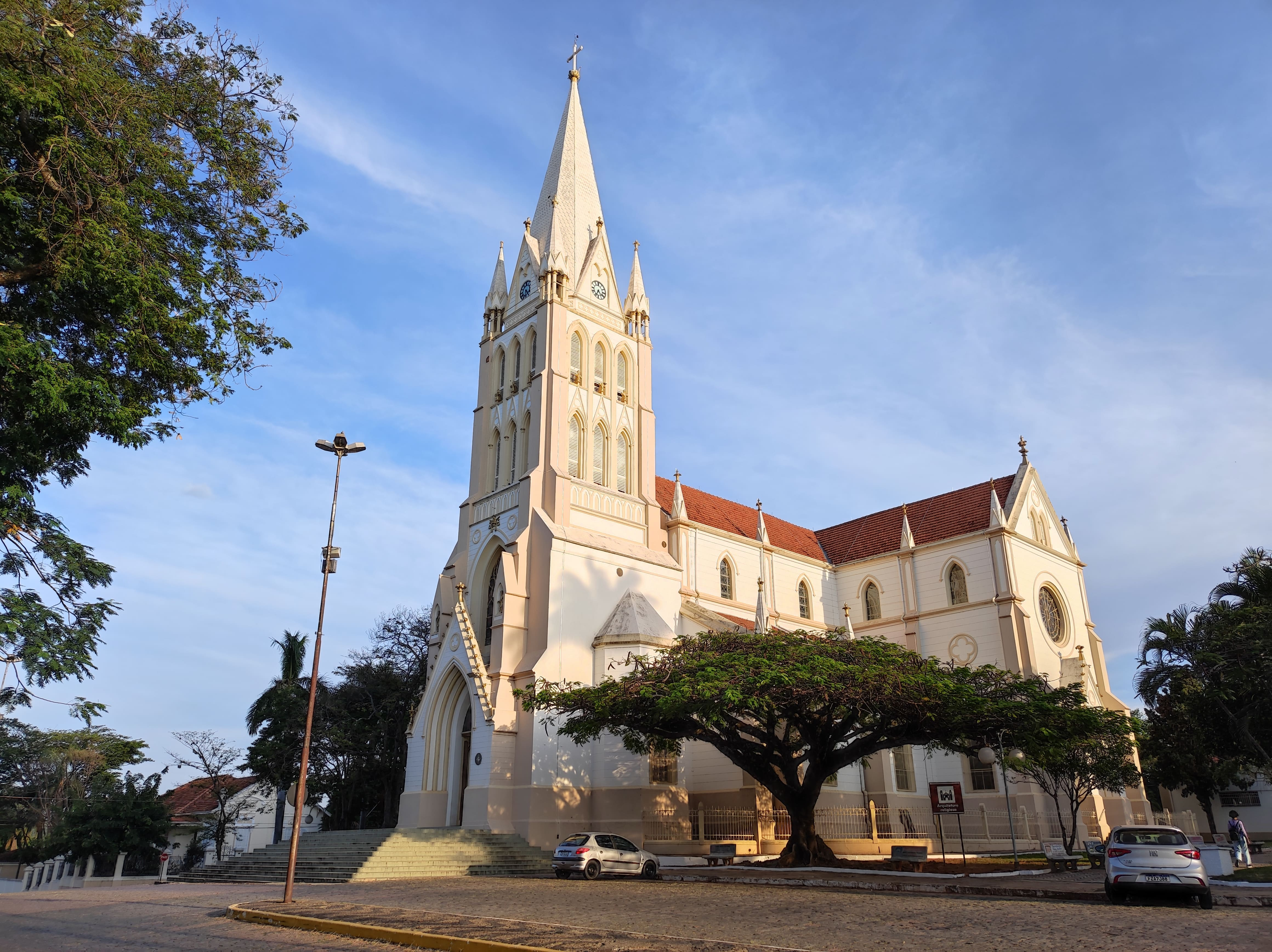
Igreja Matriz de São Sebastião.

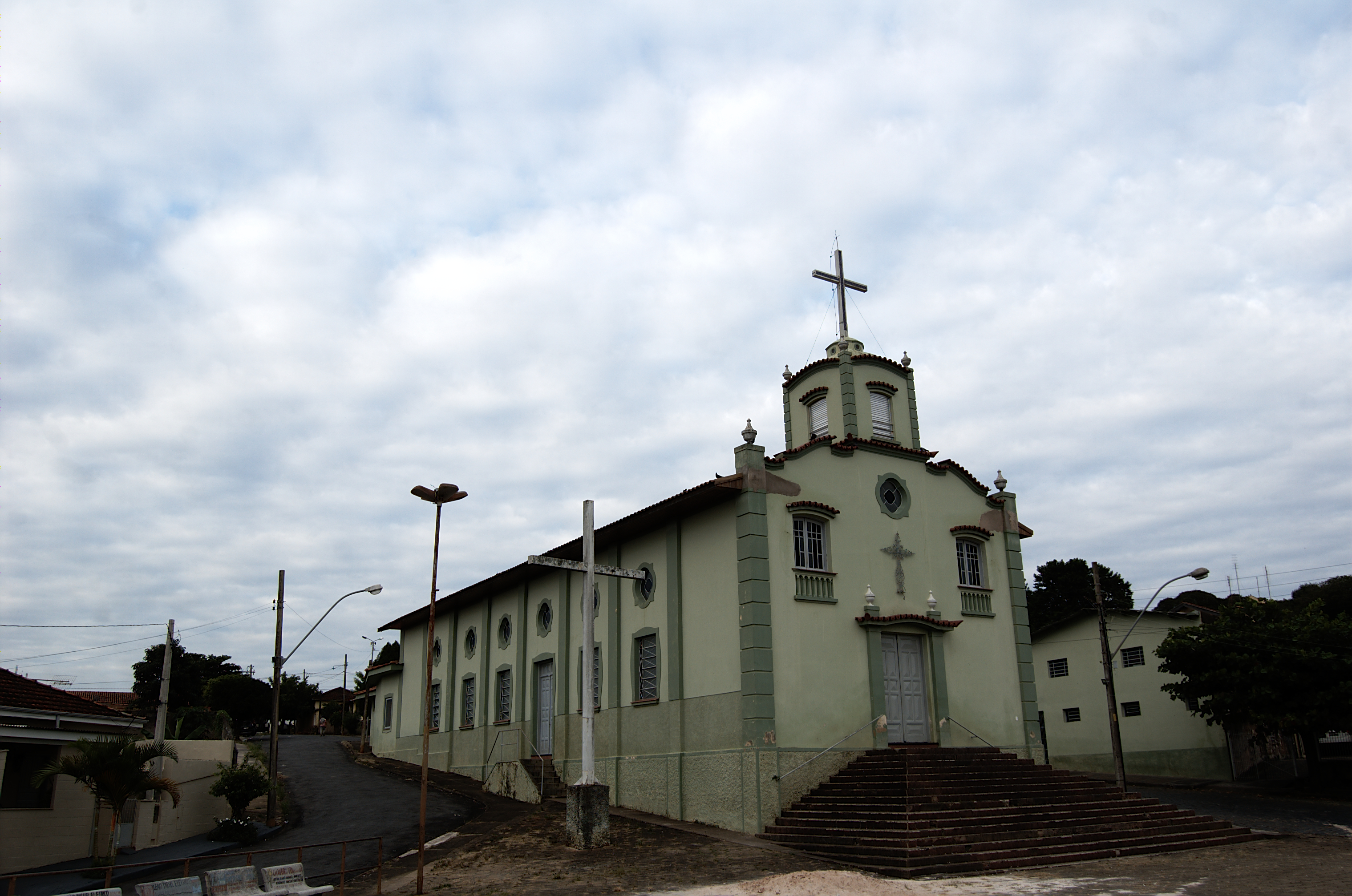
Paróquia Santa Cruz, no bairro da Mocoquinha.

O município pertence à Diocese de São João da Boa Vista.
Sua Igreja Matriz, construída em 1896, é de estilo gótico e dedicada a São Sebastião.
O município também conta com as paróquias de:
- Rosário
- São Sebastião
- Santa Cruz
- Sagrada Família
- São Domingos
- São Cristóvão
- Santo Antônio
- Santa Teresinha do Menino Jesus
- Santa Luzia
- São Benedito (São Benedito das Areias)
- Nossa Senhora da Luz (Igaraí)
- Providência Santíssima

### Igrejas Evangélicas
Entre as igrejas protestantes históricas, pentecostais e neopentecostais, encontram-se na cidade:
- Assembleia de Deus Ministério do Belém.[63][64]
- Congregação Cristã no Brasil.[65]